# سیم‌لوله فشرده میونی
سیم‌لوله فشرده میون (به انگلیسی: Compact Muon Solenoid، مخفف:CMS) سیم‌لوله‌ای است به طول ۲۱ و قطر ۱۵ متر که وزن آن حدود ۱۴۰۰۰ تن است. این سیم‌لوله یکی از دو آزمایش با اهداف عمومی در موضوع فیزیک ذرات است که برای برخورد پروتون-پروتون در برخورددهنده هادرونی بزرگ در سرن (مرز سوئیس و فرانسه) ساخته شده‌است. برای ساخت این آشکارساز تقریباً ۴۰۰۰ نفر به نمایندگی از ۲۰۶ مؤسسه علمی از ۴۷ کشور جهان مشارکت داشتند که علاوه بر ساخت این سیم‌لوله، هم‌اکنون در حال اداره آن هستند. از اهداف آن می‌توان به کشف بوزون هیگز (ذره خدا) و برخورد یون‌های سنگین اشاره کرد.
مکان استقرار سیم‌لوله فشرده میونی در غاری واقع در سزی کشور فرانسه است که دقیقاً به محاذات مرز ژنو می‌باشد. در ژوئیه ۲۰۱۲ اعلام شد که آشکارساز اطلس به اتفاق سیم‌لوله فشرده میونی موفق به کشف ذره خدا شدند. به دنبال این موضوع و پس از بررسی بیشتر، ادعای مطرح‌شده تأیید شد.
از اکتبر سال ۲۰۱۱ که پروژه تواترون آزمایشگاه فرمی به بن‌بست رسید، سیم‌لوله فشرده میونی دیدگاه‌های قابل‌توجهی را در رابطه با مدل استاندارد (ذرات بنیادی) فیزیک و آزمایش دقیق آنها ارائه نموده‌است. یک دستاورد عمده و اصلی این پروژه، کشف ذره‌ای سازگار با مدل استاندارد بوزون هیگز بود، ذره‌ای که از سازوکار هیگز حاصل می‌شود و توضیحی برای توده‌های ذرات بنیادی است.

## نگارخانه

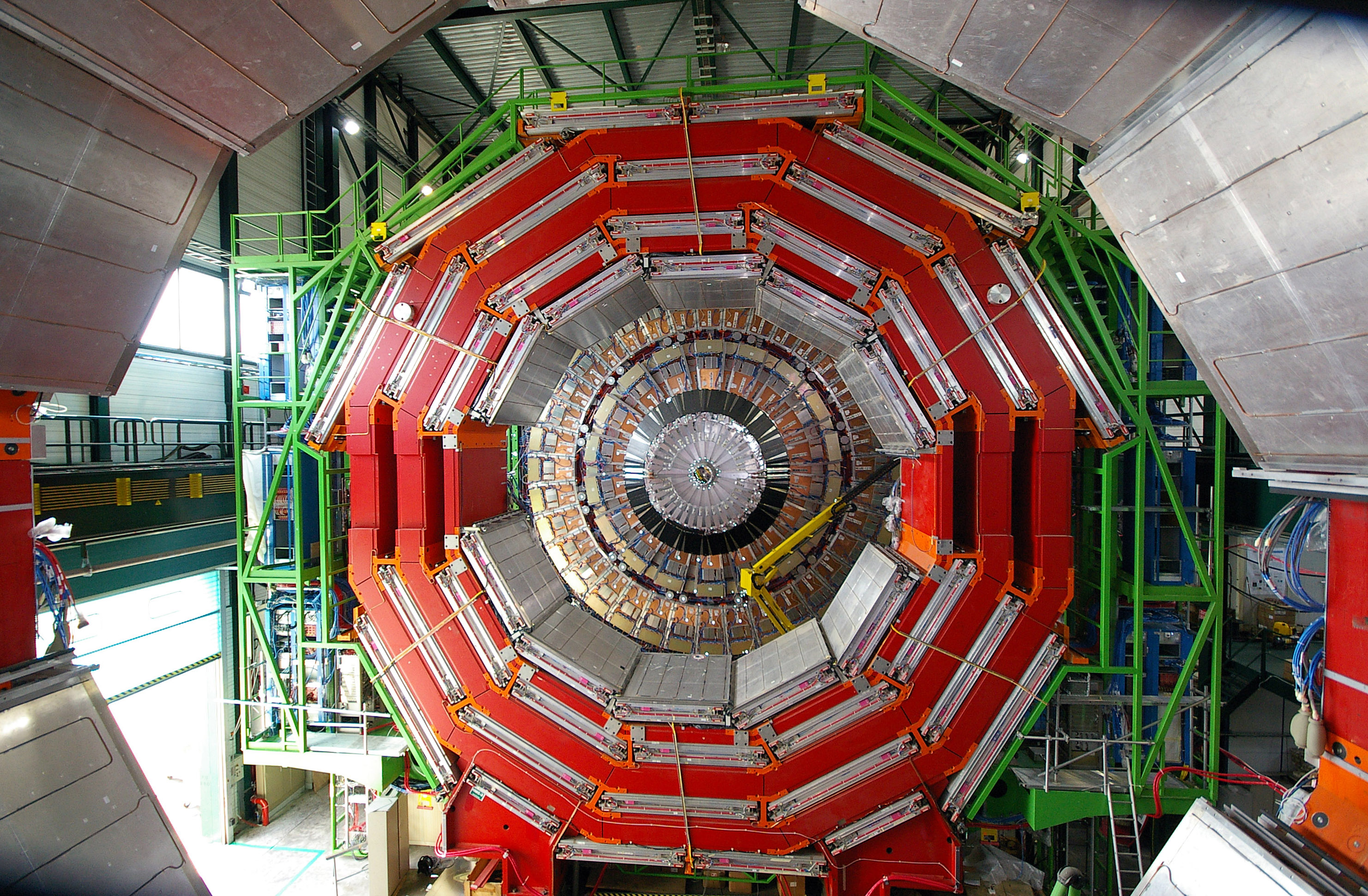
تصویر سی‌ام‌اس
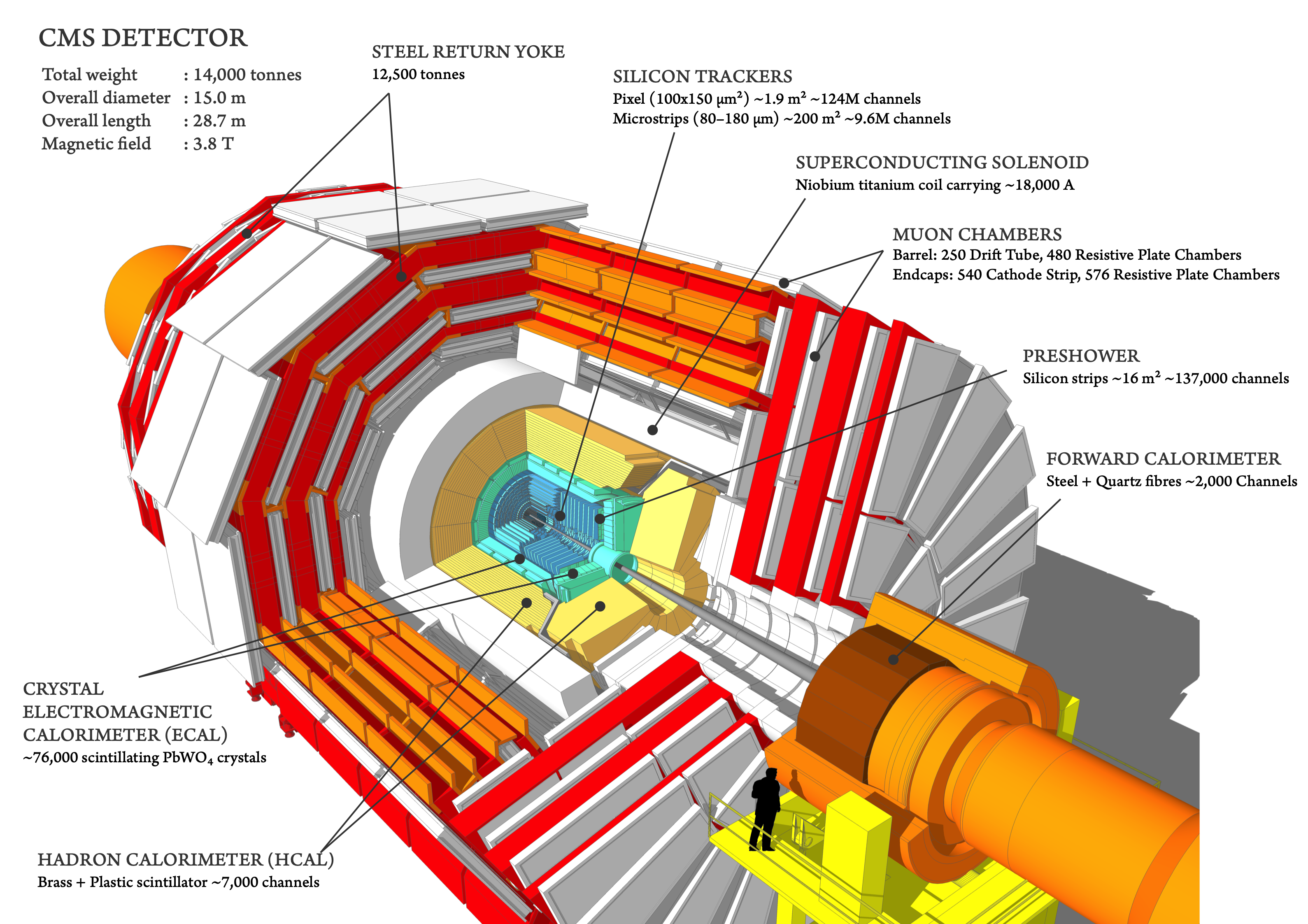